# Stenomesosa flavomaculata
Stenomesosa flavomaculata är en skalbaggsart som beskrevs av Stefan von Breuning 1939. Stenomesosa flavomaculata ingår i släktet Stenomesosa och familjen långhorningar.
Artens utbredningsområde är Filippinerna. Inga underarter finns listade i Catalogue of Life.